# Wołomin (stacja kolejowa)
Wołomin – stacja kolejowa obsługiwana przez Koleje Mazowieckie, PKP Intercity i PKP Cargo. Położona jest przy ulicy Warszawskiej w mieście Wołomin, w województwie mazowieckim. Jest stacją pasażerską oraz towarową. Według klasyfikacji PKP Wołomin jest stacją aglomeracyjną.

## Rail Baltica
W ramach projektu Rail Baltica, całkowicie przebudowano perony i torowiska. Dawny budynek dworcowy wraz z peronem został rozebrany w 2016 r. Wybudowano dwa nowe perony, jeden peron wyspowy i jeden peron boczny, oraz łączące je przejście podziemne z windami. Obecnie stacja nie jest już końcową i początkową dla pociągów pasażerskich, funkcję tę przejęła sąsiednia stacja Wołomin Słoneczna.

## Ruch pasażerski[4]
| Rok  | Wymiana pasażerska na dobę |
| ---- | -------------------------- |
| 2017 | 3000-4000                  |
| 2018 | 3000-4000                  |
| 2019 | 3000-4000                  |
| 2020 | 1500-2000                  |
| 2021 | 2200                       |
| 2022 | 2800                       |
| 2023 | 3000                       |

## Linie
Na stacji Wołomin można wsiąść do pociągów dalekobieżnych IC w kierunkach: Kraków Główny, Wrocław Główny, Szczecin Główny, Poznań Główny, Łódź Fabryczna, Łódź Widzew, Zielona Góra Główna, Białystok, Ełk, Suwałki, Mockava / Wilno, Bielsko-Biała Główna, Radom Główny
| Linia | Operator           | Trasa |
| ----- | ------------------ | --- |
| R6    | Koleje Mazowieckie | Warszawa Zachodnia -Warszawa Wschodnia - Zielonka Bankowa –Wołomin - Wołomin Słoneczna - Tłuszcz                                                                          |
| R60   | Koleje Mazowieckie | Warszawa Wileńska – Ząbki – Wołomin – Wołomin Słoneczna – Tłuszcz – Łochów – Małkinia – Czyżew                                                                            |
| R61   | Koleje Mazowieckie | Warszawa Zachodnia - Warszawa Wschodnia - Wołomin - Tłuszcz - Wyszków - Ostrołęka                                                                                         |
| RE1   | Koleje Mazowieckie | Grodzisk Mazowiecki - Pruszków - Warszawa Zachodnia - Warszawa Śródmieście - Warszawa Wschodnia - Wołomin - Urle - Łochów - Czyżew                                        |
| R3    | Koleje Mazowieckie | Sochaczew - Błonie - Ożarów Mazowiecki - Warszawa Ursus Północny - Warszawa Zachodnia - Warszawa Śródmieście - Warszawa Wschodnia - Wołomin - Wołomin Słoneczna - Tłuszcz |
| RE3   | Koleje Mazowieckie | Łowicz Główny - Warszawa Ursus Północny - Warszawa Zachodnia - Warszawa Śródmieście - Warszawa Wschodnia - Wołomin - Tłuszcz - Ostrołęka                                  |

## Powstanie stacji
Stację wybudowano w 1862 roku, kiedy to uruchomiono linię kolejową Warszawsko-Petersburską. Stacja Wołomin była wtedy pierwszą stacją za Dworcem Petersburskim.

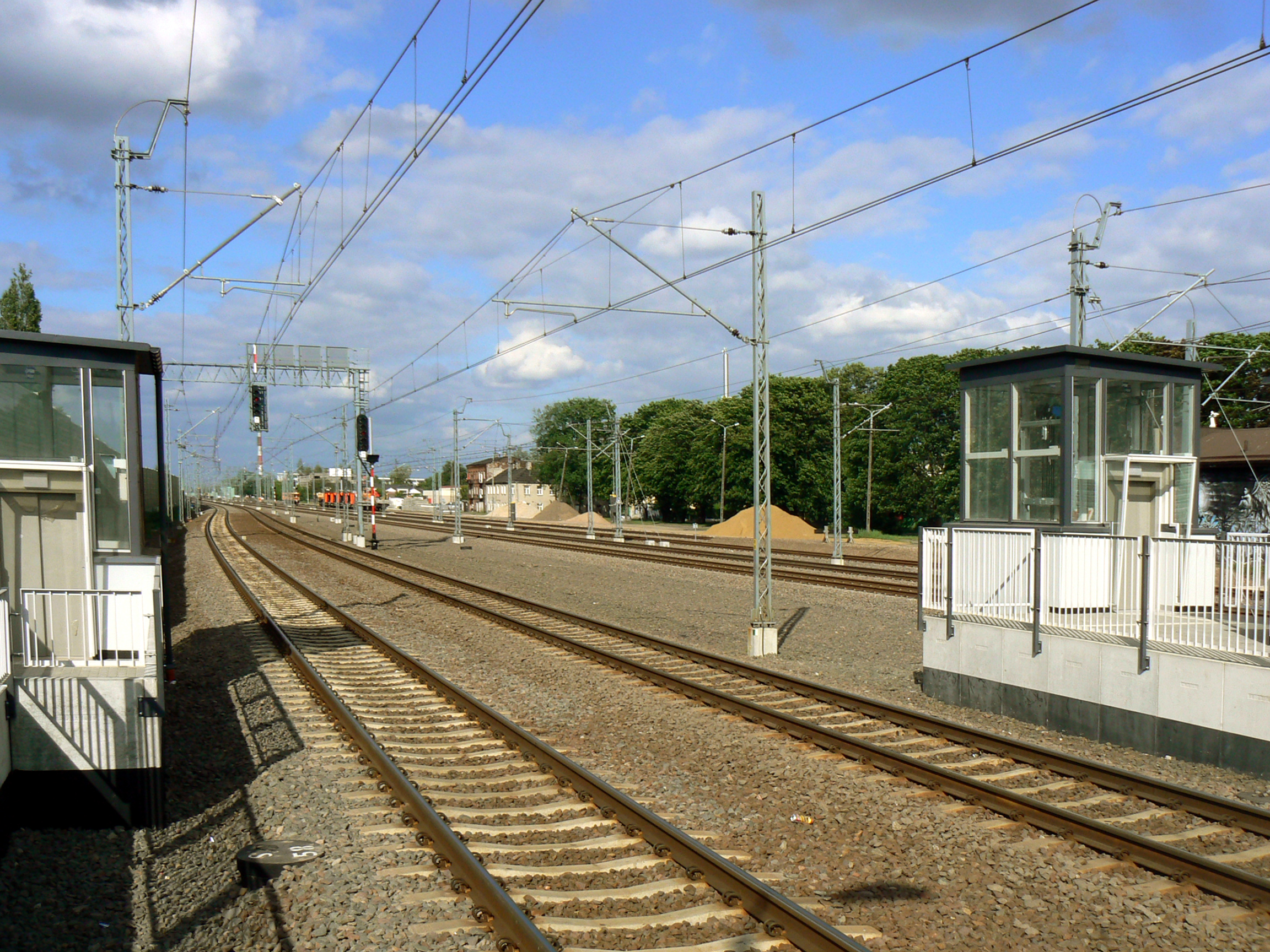
Torowisko na obok peronów stacji – widok w kierunku Tłuszcza (czerwiec 2017)

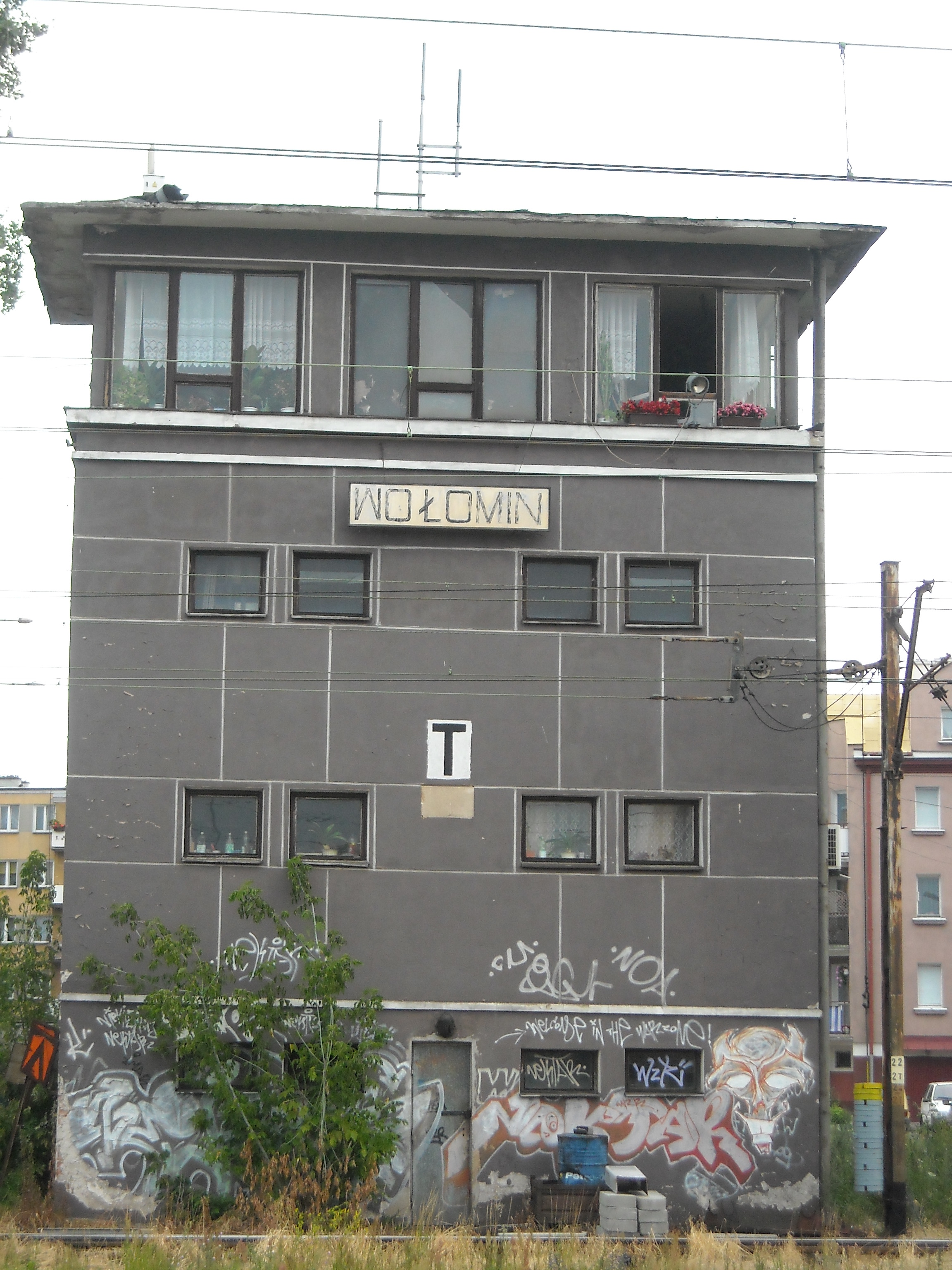
Nastawnia na stacji (przed modernizacją)

Do elektryfikacji stacja posiadała jedynie cztery tory a ich długość była znacząco krótsza niż obecnie. Dawny dworzec kolejowy został wysadzony w powietrze przez Niemców podczas II Wojny Światowej. Przebudowy stacji dokonano w roku 1951 wraz z elektryfikacją linii. Wybudowano wtedy obecny peron wyspowy oraz kładkę nad torami. Obecne tory 14, 16 oraz rozjazd 27 są pozostałością dawnego układu torowego stacji. Tor nr. 1 został dodany w trakcie przebudowy, a na miejscu dawnych torów w kierunku Tłuszcza wybudowano nowy peron.

## Opis stacji

### Stacja pasażerska
Stacja pasażerska składa się z dwóch  peronów z trzema krawędziami peronowymi, połączonych ze soba przejściem podziemnym wraz z windami na perony. Na każdym z nich  znajduje się wiata peronowa. Peron 1 jest  podzielony na sektory a jego jedna krawędź z przeznaczeniem do obsługi pociągów pospiesznych została wydłużona do 390 metrów. Na peronach znajdują się tablice informujące o przyjazdach i odjazdach pociągów oraz system informacji głosowej. Na stacji i w jej okolicy znajdują się biletomaty Koleji Mazowieckich oraz ZTM Warszawa. 
Udogodnienia dla osób o ograniczonej mobilności:
- System oznakowania dotykowego
- Informacje w alfabecie Braille′a
- Windy oraz podjazdy dla wózków

### Stacja towarowa
Część towarowa stacji znajduje się na wschód od części pasażerskiej. Przy ulicy Żelaznej (tor 3) znajduje się rampa wyładowcza. Jest wykorzystywana do wyładunku kruszyw.

## Zdjęcia archiwalne

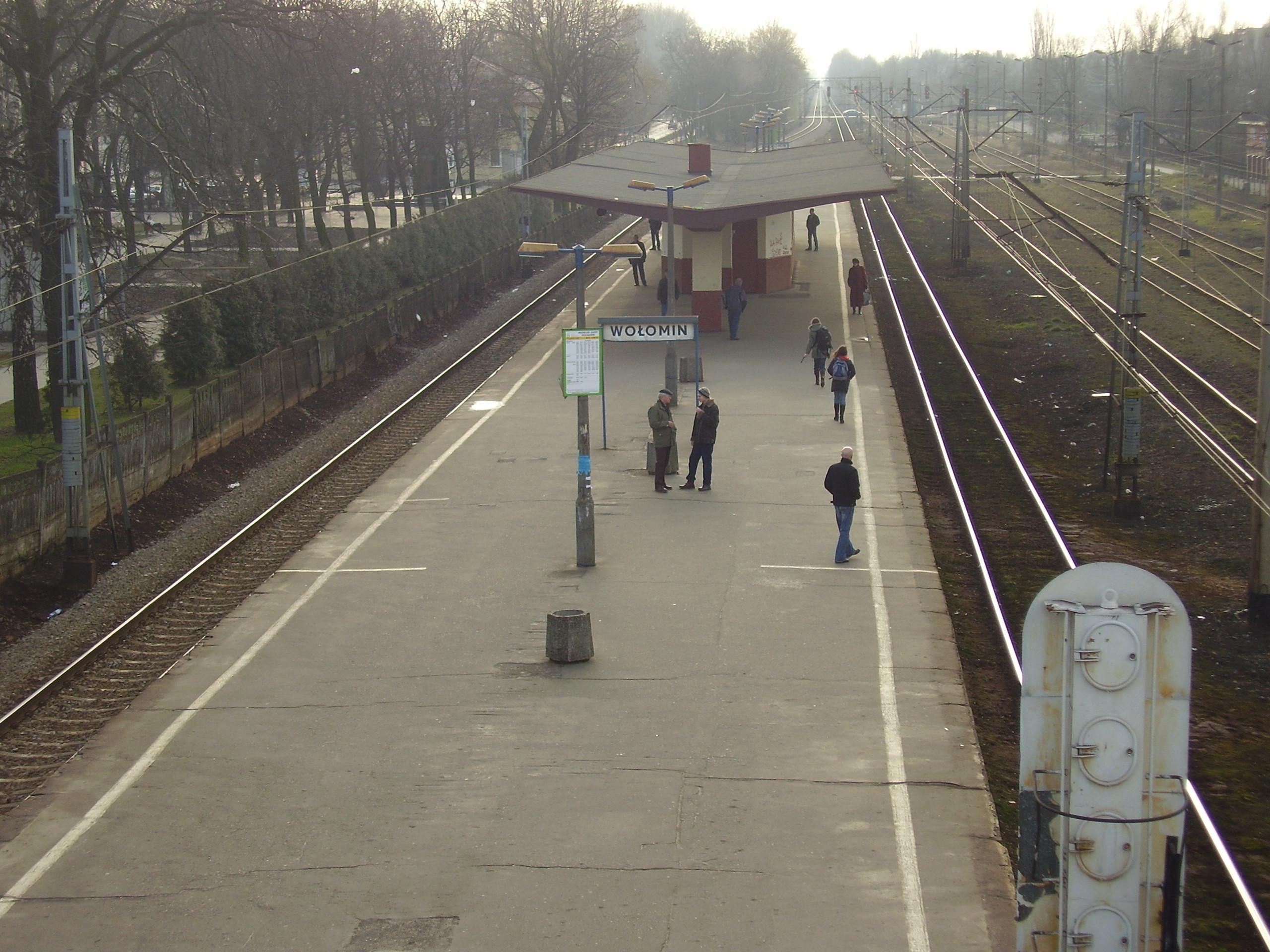
Peron stacji. Widok z kładki w kierunku Zielonki (2008)
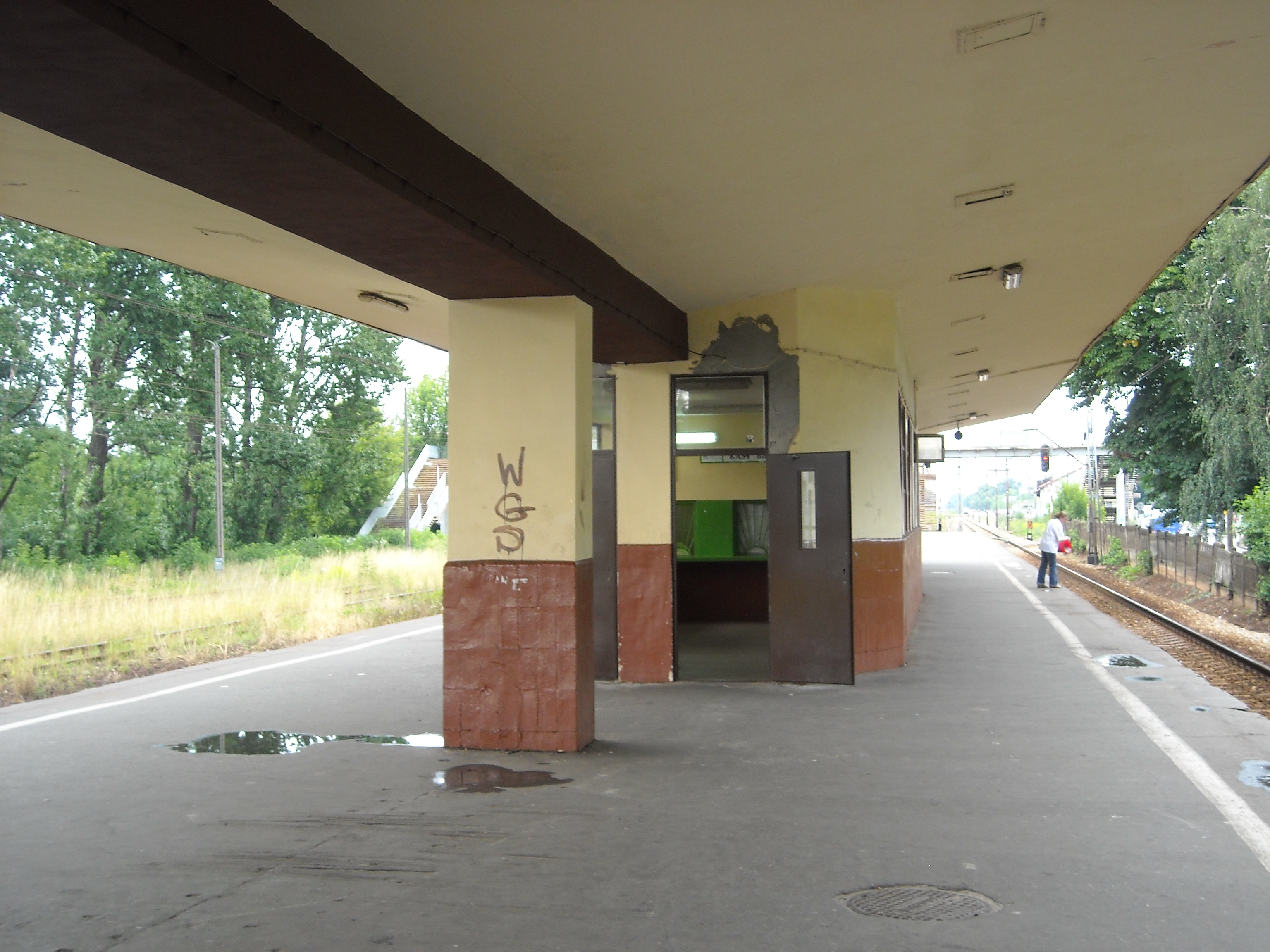
Budynek stacyjny na peronie (2008)
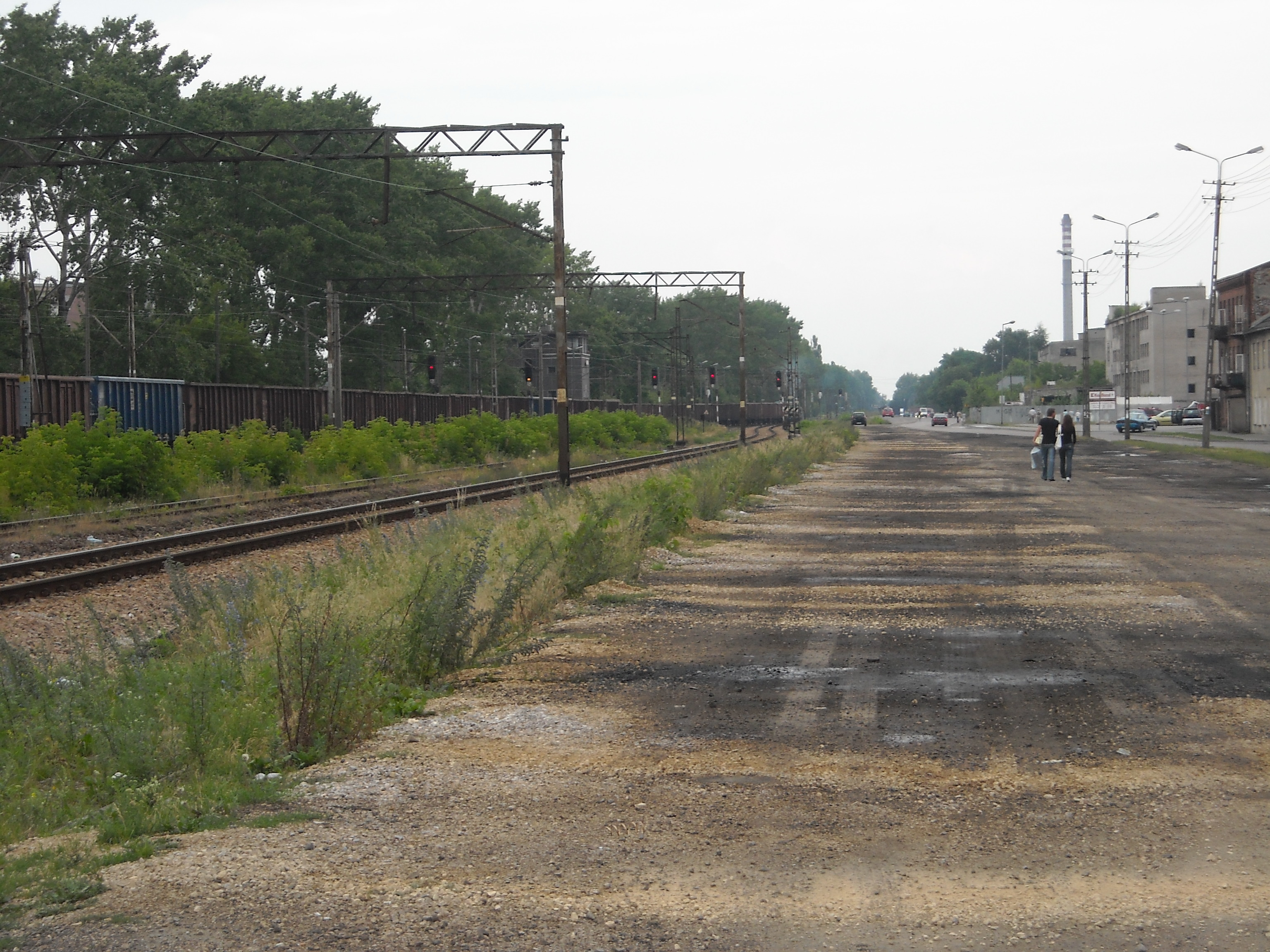
Rampa wyładowcza na stacji (2008)
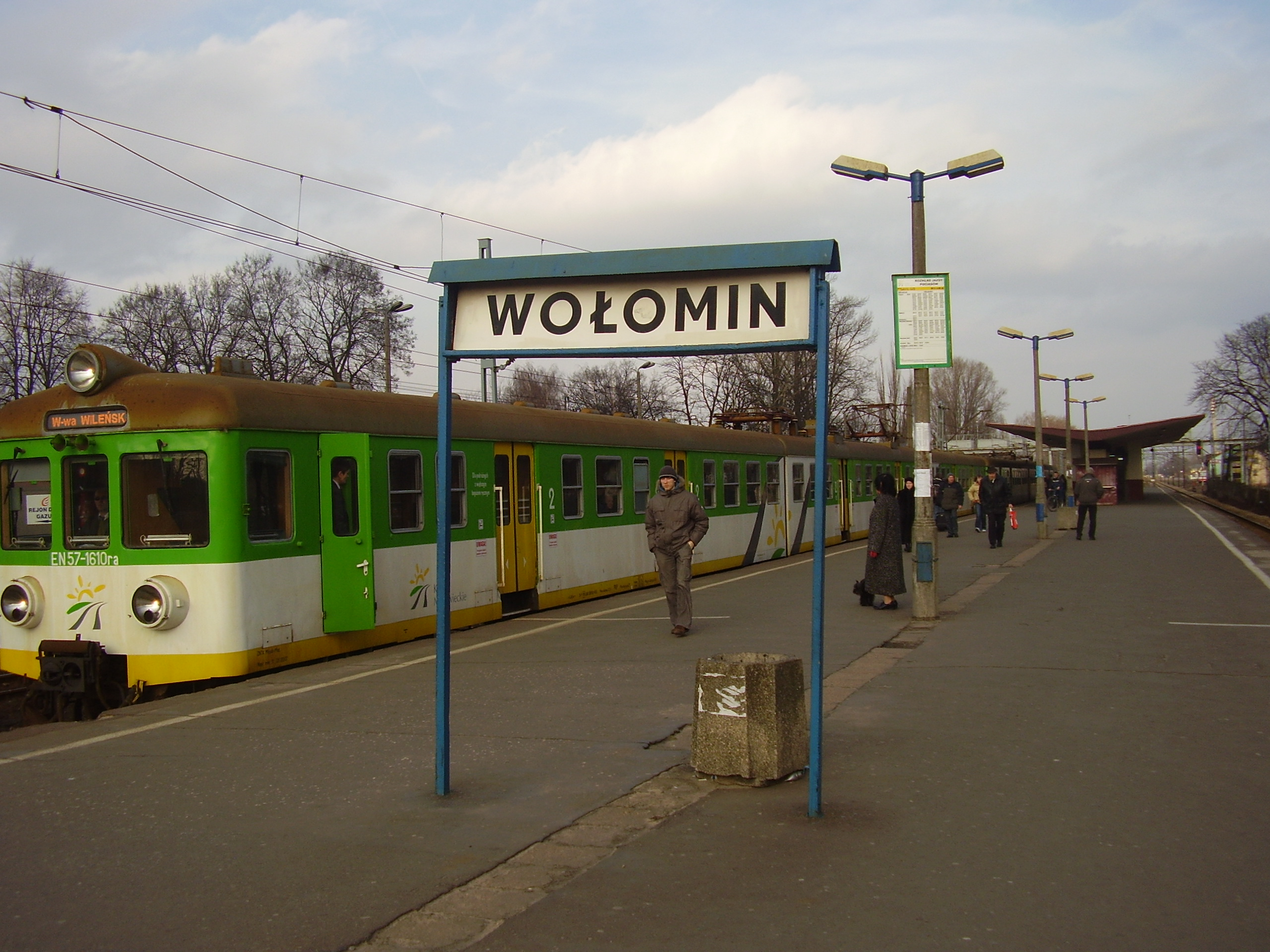
Stacja kolejowa w Wołominie. Pociąg Kolei Mazowieckich do Warszawy Wileńskiej.(2008)
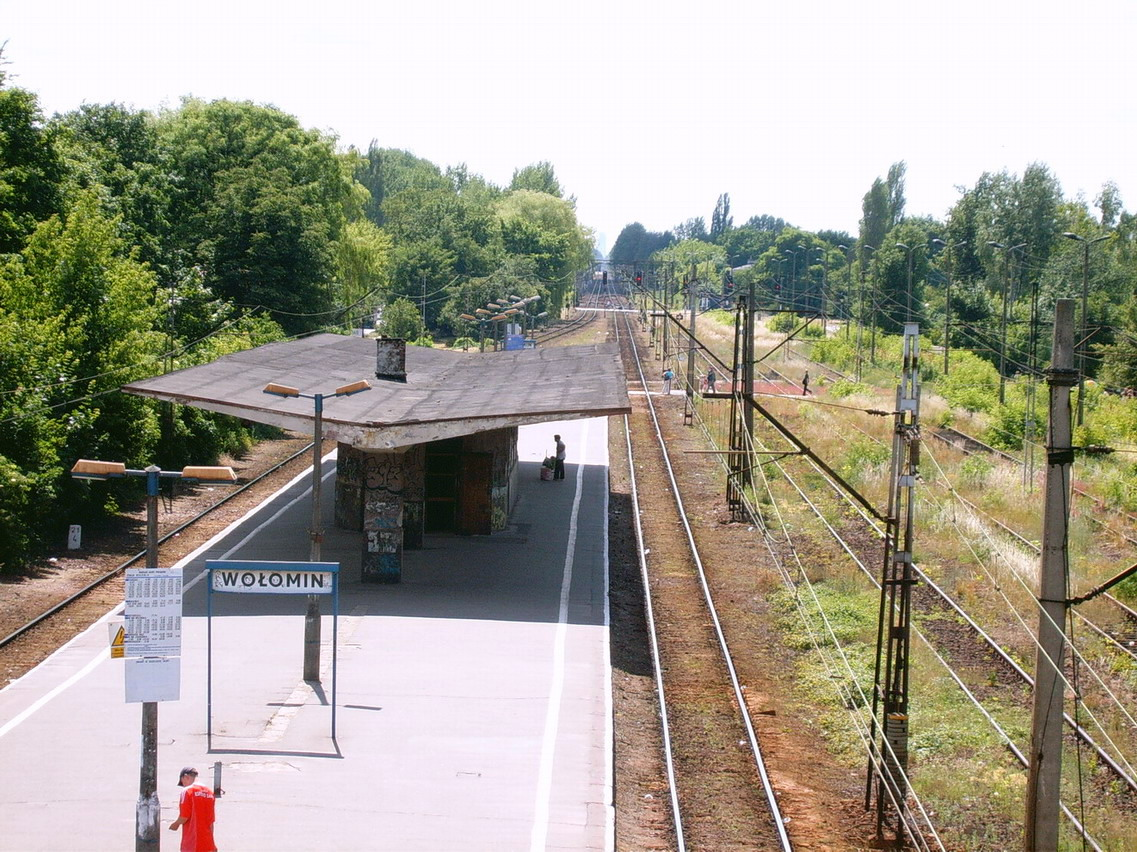
Stacja kolejowa w Wołominie. Widok z kładki w kierunku Zielonki (2005)

## Torowisko

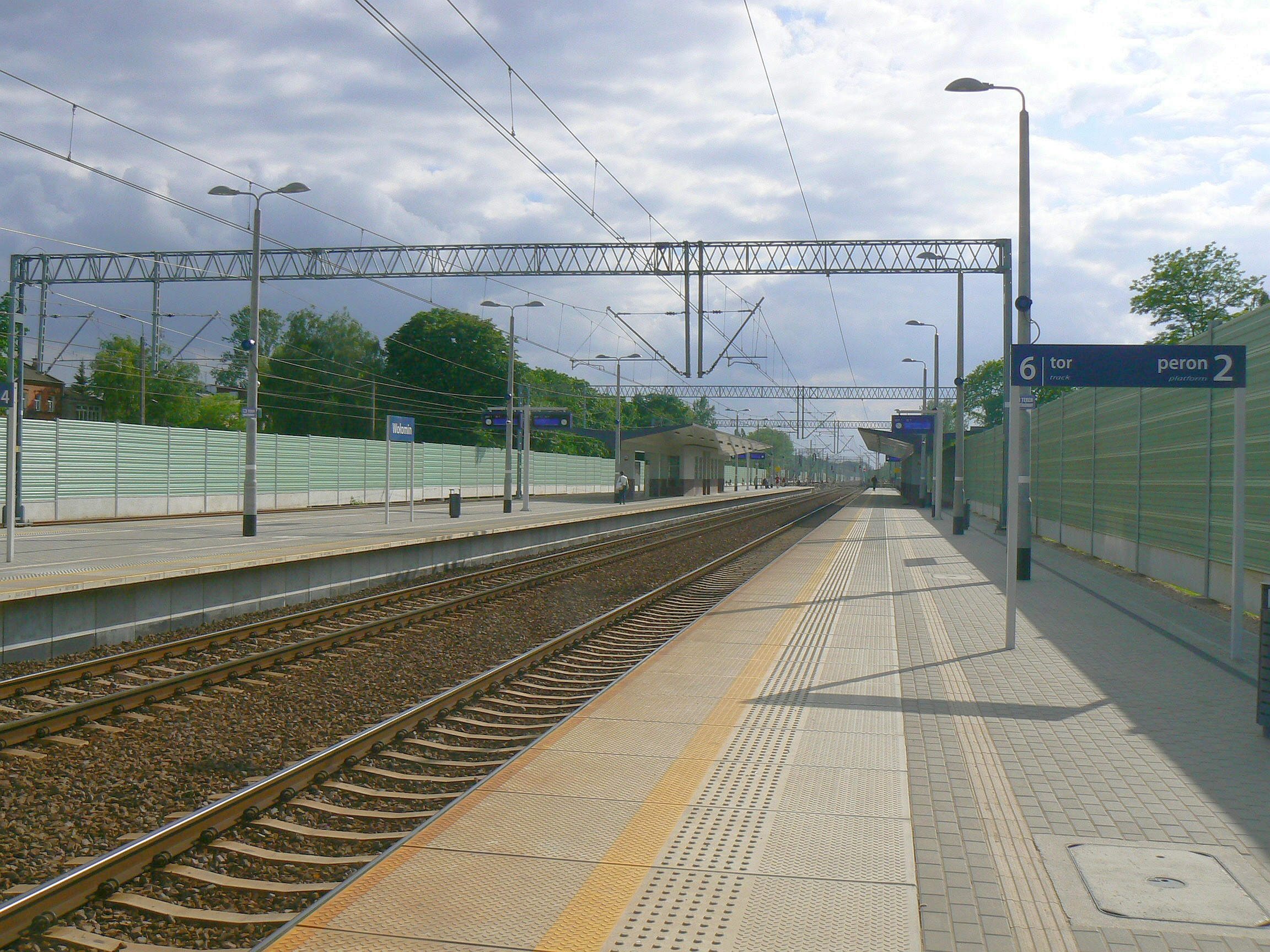
Widok z peronu 2 przy torze 6 w kierunku Warszawy (2017)

Stacja posiada 4 tory przelotowe dwóch linii kolejowych oraz bocznice dla stacji towarowej. Pod torowiskiem przeprowadzono dwa tunele jeden drogowo-pieszy oraz drugi pieszy łączący dwie strony miasta z peronami stacyjnymi. Przed modernizacją linii w okolicy stacji znajdowały się również bocznice do dawnych zakładów na terenie miasta takich jak Stolarka Wołomin S.A. czy Przedsiębiorstwo Elektryfikacji i Technicznej Obsługi Rolnictwa „Eltor”. 
- 2 tory przelotowe linii kolejowej nr 6 Zielonka – Kuźnica Białostocka – tory 1. i 2.
- 2 tory przelotowe linii kolejowej nr 21 Warszawa Wileńska - Wołomin Słoneczna - tory 6. i 4.
- Bocznica po stronie południowej toru 1. bocznica dla stacji towarowej wzdłuż ulicy Żelaznej – tor 3.